# Deron Cherry
Deron Leigh Cherry (Riverside, 12 settembre 1959) è un ex giocatore di football americano statunitense che ha giocato nel ruolo di safety per tutta la carriera con i Kansas City Chiefs della National Football League (NFL). Al college giocò a football alla Rutgers University.

## Carriera professionistica
Dopo non essere stato scelto nel Draft NFL 1981, Cherry firmò con i Kansas City Chiefs mettendo a segno il primo intercetto in carriera contro gli Oakland Raiders nel mese di ottobre. In carriera fu convocato per sei Pro Bowl consecutivi nel periodo 1983–1988 in undici anni coi Chiefs. Pochi altri giocatori dei Chiefs, tra cui Derrick Thomas, Will Shields e Willie Lanier, sono stati convocati per più Pro Bowl. Per sei volte raggiunse quota 100 tackle in stagione per cinque fu inserito nella formazione ideale della stagione All-Pro. I 15 fumble recuperati in carriera da Cherry lo rendono il recordman dei Chiefs alla pari con altri due giocatori. Fu inoltre il terzo giocatore dei Chiefs, e solo il 26º della storia della NFL, a raggiungere quota 50 intercetti in carriera. Dopo il ritiro fu inserito nella formazione ideale della NFL degli anni 1980 dai giurati della Pro Football Hall of Fame.

## Palmarès
- Convocazioni al Pro Bowl: 6

1983, 1984, 1985, 1986, 1987, 1988
- All-Pro: 5

1983, 1984, 1985, 1986, 1988
- Formazione ideale della NFL degli anni 1980
- Kansas City Chiefs Hall of Fame

## Statistiche
| Intercetti | 50 |